# Джиен Жрау Тагай улы
Жийен Жырау Тагай улы (каракалп. Жийен Жырау Тағай улы, 1730 — 1784) — каракалпакский народный сказитель (жырау), поэт, исполнитель народных эпосов XVIII века. Больше известен под именем Жийен-Жырау. Его фольклорные произведения носят характер письменной литературы, имеющей особые отличия по тематике, стилю и реализму. Тагай улы Жийен Жырау считается родоначальником каракалпакской литературы.

## Биография
Сохранились лишь отрывочные биографические данные о Жийен Жырау.
Точные даты рождения и смерти поэта неизвестны. По предположениям каракалпакского литературоведа А. Каримова, Тагай улы Жийен Жырау родился в 1730 году и умер в 1784 году. Он из рода муйтен, родился в Туркестане. Был выходцем из народа (бедняком). На себе испытал все лишения и нужды простых людей.
Жийен Жырау был участником вынужденного переселения каракалпакского народа из Туркестана на земли близ Аральского моря и Хорезм в 1756 году. Из-за частых набегов соседних ханов, последствиями которых были ужасные разорения и уничтожения посевов, каракалпакский народ был вынужден спасаться от гибели и покинуть Туркестан, перекочевав в Хорезмский оазис. С перекочевкой богачи справились без больших жертв и в низовьях Амударьи заняли лучшие земли. Беднякам же переход по пустыне принес новые страдания. От голода и жажды в пути погибло много людей. Дорога от Туркестана до Аральского моря и Хорезма была усеяна телами погибших.
В эти тяжелые дни Жийен Жырау не расставался с кобызом, он играл и слагал новые песни. Поэма Жийена Жырау "Посқан ел" (Разорённый народ) рассказывает о всех трудностях и сложностях, с которыми столкнулся каракалпакский народ во время вынужденного переселения из Туркестана.
Жийен Жырау, не найдя счастья в чужом краю, решает вернуться в родной Туркестан. По дороге в родные края, в ауле Аккамыс (южная Каракалпакия) он заболел и умер.

## Творчество
Жийен Жырау был самым древним жырау-сказителем у каракалпаков. Жырау-сказители были глубоко почитаемы и вызывали восхищение и восторг у каракалпакского народа. Считалось, что в горловом пении жырау есть волшебная сила. Он был первым исполнителем таких каракалпакских поэм, как: «Алпамыс», «Кырык кыз» и «Маспатша», которые собирали многочисленных слушателей.
Жийен Жырау стоял у истоков создания каракалпакской письменной литературы, придавая ей демократическое и реалистическое направление. В литературных произведениях остро ставились вопросы социального неравенства, произвола богачей, защиты прав женщин, угнетения, духовенства.
Именно эти идеи были воплощены в поэме «Разорённый народ» (каракалп. «Посқан ел») Жийена Жырау. Это произведение, созданное на основе действительных исторических событий, в дореволюционной каракалпакской поэзии стало одним из самых значимых и имеет большую художественно-историческую ценность.
В основу поэмы «Разорённый народ» была положена история вынужденного переселения каракалпакского народа 1756 года из Туркестана в Хорезм, участником которого был Жийен Жырау. В своей поэме он с глубокой болью и скорбью говорит о страданиях народа, шлёт проклятия виновникам народных бедствий — баям, биям, духовенству и выражает надежду на лучшее будущее своего народа. В этом произведении, Жийен Жырау говорит о единственной реальной силе народа перед лицом гнёта и бедствия — силе единения и взаимопомощи.
Поэма написана в форме толгау.
Произведение «Уллы тау» подробно описывает разорение каракалпаков на Сырдарье.
Старинная песнь «Прощайте, друзья» (каракалп. "Хош болың дослар" ), стала поэтическим завещанием Жийен Жырау. В ней говорится о том, что он не нашёл счастья в Хорезме и решил вернуться в родной Туркестан. Прощаясь со своим народом, поэт описывает картины будущего освоения пустынь и овладения всеми богатствами природы во благо всего народа.

## Список известных сочинений
- Поэма "Посқан ел" («Разорённый народ») [1][2][5]
- Песнь «Прощайте, друзья»[1][2]
- «Уллы тау»[2]
- «Верни моего верблюда»[2]